# Trajnostni razvoj
Trajnostni razvoj je zamisel o razvoju človeške družbe, pri katerem bi se izognili nevarnosti, ki jih povzroča osredotočenje na količinski materialni razvoj z izčrpavanjem naravnih virov in onesnaževanjem okolja. S trajnostnim razvojem naj bi se tudi ohranjala biološka raznovrstnost. Krovni pojem trajnostnega razvoja obsega še več drugih vidikov, ne nazadnje tudi možnosti razvoja vsakega človeka ali združbe, če ne škoduje drugim. 
Veliko definicij trajnostnega razvoja se ponuja, glede na posebne poudarke avtorjev. Najpogosteje citirana definicija je iz poročila komisije Brundtlandove (Gro Harlem Brundtland, norveška političarka) iz leta 1987 :
Trajnostni razvoj zadovoljuje potrebe sedanjega človeškega rodu, ne da bi ogrozili možnosti prihodnjih rodov, da zadovoljijo svoje potrebe.
Strategija trajnostnega razvoja obsega, bolj dosledno po Vrhu Združenih narodov 2005, tri stebre:
- gospodarski razvoj,
- socialni razvoj in
- varstvo okolja.

Trajnostni razvoj povezuje skupaj skrb za nosilnost naravnih sistemov s socialnimi izzivi, s katerimi se sooča človeštvo. Že leta 1970 so "trajnostnost" uporabili za opis gospodarstva "v ravnovesju z osnovnim ekološkim sistemom podpore." Ekologi so opozorili na Omejitev rasti in s tem predstavili alternativo "stabilnem stanju gospodarstva ", da bi našli odgovor na okoljska vprašanja.
Področje trajnostnega razvoja je mogoče konceptualno razdeliti na tri sestavne dele: okoljska trajnost, gospodarsko vzdržnost in družbenopolitičnih trajnosti.

## Področje uporabe in opredelitve
Trajnostni razvoj se ne osredotoča samo na okoljska vprašanja.
Leta 1987 so Združeni narodi objavili Brundtlandovo poročilo, ki opredeljuje trajnostni razvoj kot "razvoj, ki zadovoljuje potrebe sedanjosti, ne da bi ogrozili možnosti prihodnjih generacij, da zadovoljijo svoje potrebe.'
Dokument združenih narodov s srečanja Svetovnega vrha leta 2005 se nanaša na "soodvisne in  medsebojno podpirajoče stebre" trajnostnega razvoja, kot gospodarski razvoj, družbeni razvoj in varstvo okolja.
Avtohtona ljudstva trdijo, preko različnih mednarodnih forumov, kot npr. stalni forum Združenih narodov  za domorodne zadeve in Konvencije o biološki raznovrstnosti, da obstajajo štirje stebri trajnostnega razvoja, pri tem, da je četrti steber kulturni. Splošna deklaracija o kulturni raznolikosti (UNESCO, 2001) še dodatno opredeljuje pojem z navedbo, da "... je kulturna raznolikost potrebna za človeštvo, kot je biološka raznovrstnost za naravo", da postane »eden izmed temeljev razvoja, ki jo razumemo ne samo glede gospodarske rasti, ampak tudi kot sredstvo za doseganje bolj zadovoljivega intelektualnega, čustvenega, moralnega in duhovnega obstoja ". V tej viziji je kulturna raznolikost četrto politično področje trajnostnega razvoja.
Gospodarska Trajnost: Agenda 21 jasno opredeljuje informacije, povezovanje in sodelovanje kot ključni faktor za pomoč državam pri doseganju takšnega razvoja, ki prepoznava takšno medsebojno odvisnost stebrov. Poudarja, da je vsakdo, ki je v trajnostnem razvoju uporabnik in ponudnik informacij. Poudarja, da je treba spremeniti stare načine poslovanja na nove pristope, ki vključujejo medsektorsko usklajevanje in vključevanje okoljskih in socialnih vprašanj v vse razvojne procese. Poleg tega Agenda 21 poudarja, da je širše sodelovanje javnosti pri odločanju temeljni pogoj za doseganje trajnostnega razvoja.
Hasna Vancock pravi, da  trajnostni procesi govorijo o razvoju vseh vidikov človeškega življenja, ki vplivajo na preživljanje. To pomeni,da rešitev spora med različnimi nasprotujočimi si cilji, hkrati vključuje izboljšanje gospodarske blaginje, kakovosti okolja in socialne pravičnosti znane kot tri dimenzije(triple bottom line) pri kateri je osnovni vektor tehnologija, zato je nenehno razvijajoč se proces. "Potovanje" (postopek za doseganje trajnostnega razvoja) je seveda zelo pomembno, vendar je le sredstvo do destinacije (zaželeno prihodnje stanje. Vendar pa "destinacija" trajnosti ni stalno mesto v običajnem pomenu, kot mi razumemo destinacijo. Namesto tega je to niz željenih značilnosti bodočega sistema.
Koncept je vključil pojme šibke trajnosti, močne trajnosti in globoke ekologije.
Zeleni razvoj se na splošno razlikuje od trajnostnega razvoja v tem, da daje prednost temu  kar njeni zagovorniki menijo, da so okoljske trajnosti pred gospodarskim in kulturnim vidikom. Zagovorniki trajnostnega razvoja trdijo, da zagotavlja okvir, v katerem je mogoče izboljšati splošno trajnost, medtem ko pa je to pri zelenem razvoju nedosegljivo. Na primer, vrhunska tovarna z izjemno visokimi stroški vzdrževanja ni primerna v regijah sveta z manjšimi finančni sredstvi. Okolju idealna tovarna, ki se zapre zaradi stečaja je očitno manj primerna kot tista, ki jo vzdržuje skupnost, tudi če je nekoliko manj učinkovita z vidika okolja.
Nekatere raziskovalne dejavnosti začete iz te opredelitve trdijo, da je okolje kombinacija narave in kulture. Mreža Odličnosti "Trajnostni razvoj v Raznolikem Svetu", ki ga podpira Evropska unija, združuje multidisciplinarno zmogljivost in interpretira kulturne raznolikosti kot ključni element nove strategije za trajnostni razvoj.
Drugi raziskovalci pa vidijo okoljske in socialne izzive kot priložnosti za ukrepanje za razvoj. To še posebej velja v konceptu trajnostnega podjetja, ki dela v okviru svetovnih potreb, kot so možnosti za zasebno podjetje za zagotavljanje inovativnih in podjetniških rešitev. Tak pogled se zdaj poučuje na številnih poslovnih šolah.
Oddelek Združenih narodov za trajnostni razvoj, navaja naslednja področja, ki spadajo v okvir trajnostnega razvoja:
Trajnostni razvoj je eklektični koncept, ki zajema široko paleto mnenj, ki spadajo pod njeno okrilje. Koncept je vključil pojme šibke trajnosti, močne trajnosti in globoke ekologije. Različna pojmovanja razkrivajo tudi močno napetost med ecocentrizmom in antropocentrizmom. Veliko definicij in slik (Vizualizacija trajnosti) trajnostnega razvoja sobivajo. Širše opredeljeno, mantra trajnostnega razvoja  predpisuje sedanjim generacijam, da se lotijo sistemskega pristopa  rasti in razvoja ter ravnanju z naravnim, proizvodnim in socialnem kapitalu za dobrobit lastnih in prihodnjih generacij.
V zadnjih desetih letih, so različne organizacije poskušale  meriti in spremljati to, kar se jim zdi vzdržnost z uvajanjem trajnosti matrik in indeksov.
Trajnostni razvoj naj bi določeval omejitve za države v razvoju. Medtem ko so najbolj razvite države močno onesnaževale v svojem  razvoju, te iste države spodbujajo države tretjega sveta, da zmanjšajo onesnaževanje, kar včasih ovira njihovo rast. Nekateri menijo, da bi izvajanje trajnostnega razvoja pomenilo vrnitev v predhodno obdobje sodobnega načina življenja.
Drugi so kritizirali predoziranje izraza:
"besedo trajnostno uporabljajo danes v prevečih primerih  in ekološka stabilnost je eden od teh primerov, ki zmede veliko ljudi. Slišali ste za trajnostni razvoj, trajnostno rast, trajnostna gospodarstva, trajnostne družbe, trajnostno kmetijstvo. Vse je trajnostno (Temple, 1992)."

## Okoljska trajnost
Okoljska trajnost je proces, s katerim zagotavljamo, da sedanje interakcije z okoljem potekajo skladno z načelom ohranjanja okolja v največji naravno mogoči meri, pri tem pa stalno težimo k idealnim razmeram.
Do "nevzdržnih razmer" pride, ko se naravni kapital (vsota vseh naravnih virov) porablja hitreje, kot pa se ti viri obnavljajo. Trajnostni razvoj pa zahteva, da človekove dejavnosti porabljajo naravne vire z manjšo ali kvečjemu enako hitrostjo, kot se ti obnavljajo. Koncept trajnostnega razvoja je po svoji naravi prepleten s konceptom naravne nosilnosti. Skladno s teorijo vodi dolgoročna degradacija okolja v razmere, ki ne omogočajo več človeškega življenja, globalno pa bi lahko pomenile izumrtje človeštva.
| Uporaba obnovljivih virov        | Stanje okolja       | Trajnost         |
| -------------------------------- | ------------------- | ---------------- |
| Več kot lahko narava proizvede   | Degradacija okolja  | Ni trajnosti     |
| Enako kot lahko narava proizvede | Okolje v ravnotežju | Mirovanje okolja |
| Manj kot lahko narava proizvede  | Obnova okolja       | Trajnost okolja  |

## Pojem kapitala v trajnostnem razvoju
Razprava o trajnostnem razvoju temelji na predpostavki, da mora družba upravljati tri vrste kapitala (gospodarskega, družbenega in naravnega), ki so lahko tudi nenadomestljivi, njihova poraba pa nepovratna. Tako npr. Daly (1991), opozarja na dejstvo, da naravnega kapitala ni vselej mogoče nadomestiti z gospodarskim kapitalom. Čeprav poznamo načine za nadomestitev nekaterih naravnih virov, pa je zelo malo verjetno, da bo kdaj mogoče najti ustrezen nadomestek za funkcije ekosistemov, kakršni sta npr. zaščita zemeljske površine pred ultravijoličnim sevanjem, ki jo zagotavlja ozonski plašč, in stabilizacija podnebja, ki jo omogoča Amazonski pragozd. Naravni, družbeni in gospodarski kapital se dejansko pogosto dopolnjujejo. Dodatna ovira njihovi navzkrižni nadomestljivosti oziroma zamenljivosti je tudi v večfunkcionalnosti mnogih naravnih virov. Tako npr. gozdovi ne le zagotavljajo surovine za izdelavo papirja (ki jih je mogoče dokaj enostavno nadomestiti), temveč ohranjajo tudi biotsko raznovrstnost, urejajo pretoke voda in absorbirajo atmosferski ogljikov dioksid.
Težava, povezana s propadanjem naravnega in družbenega kapitala, je tudi njuna delna nepovratnost. Izguba biotske raznovrstnosti je namreč pogosto dokončna, podobno pa velja tudi za kulturno raznolikost. Primer je hitra globalizacija, zaradi katere število avtohtonih jezikov na Zemlji upada z zaskrbljujočo hitrostjo. Poleg tega so lahko posledice izčrpavanja naravnega in družbenega kapitala tudi izrazito nelinearne. To pomeni, da poraba tega kapitala skorajda nima opaznih posledic, dokler ni presežen določen prag. Tako lahko jezero dolgo absorbira hranljive snovi, kar celo povečuje aktivnost ekosistema v njem, a ko koncentracija alg v jezeru preseže določen nivo, pomanjkanje kisika povzroči nenaden zlom tega ekosistema.

### Pomanjkljivosti trga
Ob tako pomembnih posledicah porabe naravnega in družbenega kapitala se zastavlja vprašanje, zakaj se za preprečevanje in blaženje teh posledic ne sprejmejo sistematični ukrepi. Cohen in Winn (2007) opozarjata, da so razlogi za to lahko v štirih različnih pomanjkljivostih trga. Prvič, koristi porabe naravnega in družbenega kapitala običajno pripadejo lastniku vira, nasprotno pa ceno za odpravo škodljivih posledic plača družba kot celota. Drugič, družba pogosto podcenjuje realno vrednost naravnega kapitala, saj ne znamo objektivno oceniti dejanskih stroškov, ki jih povzroča njegovo izčrpavanje. Tretji razlog je asimetrija razpoložljivih informacij – pogosto je povezava med vzroki in posledicami zamegljena, zato je težko sprejemati racionalne odločitve. Cohen in Winn zaključita svojo razpravo s spoznanjem, da v nasprotju z ekonomsko teorijo mnoga podjetja niso sposobna popolne optimizacije. Zato pogosto ne optimizirajo razpolaganja z viri, saj so ujeta v že utečenem načinu poslovanja.

### Poslovni primer za trajnostni razvoj
Najbolj splošno sprejeta merila za korporativno trajnostni pomen podjetja je učinkovita raba varnega kapitala. Ta ekološka učinkovitost se običajno izračuna kot gospodarska dodana vrednost podjetja, glede na njegove zbirne ekološke posledice.  To idejo je populariziral Svetovni gospodarski svet za trajnostni razvoj (WBCSD) z naslednjimi trditvami: " Ekološka učinkovitost se doseže z dobavo po konkurenčnih cenah blaga in storitev, ki zadovoljujejo človekove potrebe in boljšajo kakovost življenja, medtem pa postopno zmanjšujejo vpliv okolja in vire intenzivnosti v celotnem življenjskem ciklu na neki ravni, ki je v skladu s knjigovodsko zmožnostjo Zemlje." ( DeSimone and Popaff, 1997:47)

## Zakonodaja

### Zakon o varstvu okolja
ZVO-1 ureja varstvo okolja pred obremenjevanjem, kot temeljni pogoj za trajnostni razvoj. Namen zakona je vzpodbujati takšen družbeni razvoj, ki omogoča dolgoročne pogoje za človekovo zdravje, počutje in kakovost življenja, hkrati pa ohranja biotsko raznovrstnost. Cilj zakona je, da se z vzpodbujanjem uporabe neškodljivih ali vsaj manj škodljivih tehnik razvoja doseže čistejše in bolj zdravo okolje. Načelo trajnostnega razvoja po ZVO-1; Država in samoupravne lokalne skupnosti (občine) morajo pri sprejemanju kakršnih koli odločitev vzpodbujati takšen gospodarski in socialni razvoj družbe, ki omogoča ohranjanje okolja in razvoj tudi zanamcem.

### Zakon o urejanju prostora
ZUreP-1, ureja prostorsko načrtovanje in uveljavljanje prostorskih ukrepov za izvajanje načrtovanih prostorskih ureditev, zagotavljanje opremljanja zemljišč za gradnjo ter vodenje sistema zbirk prostorskih podatkov. Določa pogoje za opravljanje dejavnosti prostorskega načrtovanja in določa prekrške v zvezi z urejanjem prostora in opravljanjem dejavnosti prostorskega načrtovanja. Namen urejanja prostora je omogočati skladen prostorski razvoj z usklajevanjem gospodarskih, družbenih in okoljskih vidikov razvoja. Usmerjanje razvojnih procesov in z njimi povezanih prostorskih ureditev mora izhajati iz uravnoteženosti razvojnih potreb, pri čemer je treba prostor urejati tako, da se: 
- zagotavlja vzdržen prostorski razvoj z racionalno rabo prostora in ohranjanjem prostorskih zmogljivosti za sedanje in prihodnje generacije;
- omogoča kakovostne življenjske razmere v mestih in na podeželju, zagotavlja kvaliteten in human razvoj mest in drugih naselij ter zagotavlja njihovo oskrbo;
- doseže prostorsko usklajeno in med seboj dopolnjujočo se razmestitev različnih dejavnosti v prostoru;
- zagotavlja prostorske možnosti za skladen razvoj skupnosti;
- zagotavlja funkcionalno oviranim osebam neoviran dostop do objektov in njihova uporaba v skladu z zakonom;
- zagotavlja varstvo okolja, ohranja narava in kulturna dediščina, omogoča trajnostno rabo naravnih dobrin in varuje druge kakovosti naravnega in bivalnega okolja;
- omogoča obrambo države in zagotavlja varstvo pred naravnimi in drugimi nesrečami.

Urejanje prostora mora prispevati k ustvarjanju čim bolj prepoznavnega reda v prostoru.

### Zakon o graditvi objektov
ZGO-1 ureja pogoje za graditev vseh objektov, določa bistvene zahteve in njihovo izpolnjevanje glede lastnosti objektov, predpisuje način in pogoje za opravljanje dejavnosti, ki so v zvezi z graditvijo objektov, ureja organizacijo in delovno področje dveh poklicnih zbornic, ureja inšpekcijsko nadzorstvo, določa sankcije za prekrške, ki so v zvezi z graditvijo objektov ter ureja druga vprašanja, povezana z graditvijo objektov. Graditev objekta po tem zakonu obsega projektiranje, gradnjo in vzdrževanje objekta. Zakon ne sme biti v neskladju z zakonom o varstvu okolja in zakonom o urejanju prostora. To pomeni , da ne sme ogrožati zdravja in prekomerno degradirati okolja. V tem zakonu so določene emisije v okolje, kar se tiče stavb (kvalitetna in učinkovita izolacija stavb, vgradnja instalacij, odvodnjavanje, čiščenje...)

### Zakon o javnem naročanju
ZJN-2 določa obvezna ravnanja naročnikov in ponudnikov pri javnem naročanju blaga, storitev in gradenj. Razpisnik javnega naročila (država ali občina) je dolžan slediti lastnim načelom trajnostnega razvoja tudi v razpisnih pogojih pri javnem naročanju.